# Councillor Island
Councillor Island ist eine unbewohnte, 10,53 Hektar große Insel im Südosten Australiens, die zum Bundesstaat Tasmanien gehört. Sie ist Teil der New-Year-Island-Gruppe (im weiten Sinn). Etwa drei Kilometer weiter westlich liegt die bewohnte, deutlich größere Insel King Island mit der Landspitze Cowper Point. Die Angaben zur Höhe von Councillor Island schwanken zwischen fünf Meter und 23 Meter. Nach Süden hin setzt sich die Insel mit über- und unterseeischen Felsen fort. Mehrfach verursachten die Felsen um Councillor Island Havarien von Schiffen.
Gegen Ende des 18. und zu Beginn des 19. Jahrhunderts wurden auch auf Councillor Island Robben gejagt und die daraus gewonnenen Produkte von den auf New Year Island ansässigen Jägern auf Schiffe verladen; heute ist die Insel ein Schutzgebiet in Form eines Nature Reserves, insbesondere für Vögel.

## Ältere, alternative Bezeichnungen
Im 19. Jahrhundert trug Councillor Island in einzelnen Quellen die geringfügig abweichenden Namen Counceller Island und Councellor Island, ferner Sea Elephant Rock; letzteres geht zurück auf die südwestlich des Eilands gelegene Sea Elephant Bay von King Island, den Sea Elephant River westlich sowie das Sea Elephant Reef nordnordöstlich.

## Fauna
Auf Councillor Island brüten verschiedene Arten von Meeres- und Küstenvögeln, darunter Zwergpinguine, Kurzschwanz-Sturmtaucher, Feen- und Lummensturmvögel, Dickschnabel- und Silberkopfmöwen, Ruß-Austernfischer, Schwarzgesichtscharben und Raubseeschwalben. An Reptilien sind Östliche Blauzungenskinke zu erwähnen. Allein das Brut- und Aufzuchtgebiet der Kurzschwanz-Sturmtaucher umfasst ein Areal von 3,0 Hektar.
Noch zu Beginn des 19. Jahrhunderts war Councillor Island wie auch Albatross Island und Georges Rocks ein wichtiges Aufzuchtgebiet für Südliche Seebären; seit den Zeiten der Robbenjagd blieben diese Inseln aber insoweit unbesiedelt. Zwar haben sich die Bestände an Südafrikanischen Seebären inzwischen wieder erholt; jedoch hat sich diese Art bislang nur auf dem australischen Hauptkontinent wieder angesiedelt. Auch die früher bejagten Südamerikanischen Seebären (Arctocephalus australis) sind bislang nicht zu Councillor Island zurückgekehrt.

## Councillor Island Nature Reserve
Seit dem 6. August 2008 steht Councillor Island in Gänze unter staatlichem Schutz. Ein General Management Plan mit regelmäßigen Reserve Reports existiert für das vergleichsweise junge und relativ kleine Nature Reserve noch nicht. Das Gebiet um Councillor Island ist nach Kategorie Ia des IUCN Protected Areas Categories System der International Union for Conservation of Nature and Natural Resources (IUCN) als Strenges Naturreservat eingestuft; dabei handelt es sich um ein „Schutzgebiet, das hauptsächlich für Zwecke der Forschung verwaltet wird“, mithin einen hohen Schutzstatus besitzt. Zusammen mit dem umgebenden Küstensaum umfasst das Nature Reserve von Councillor Island eine Fläche von 18,47 Hektar. Es ist eines von 86 Schutzzonen dieser Art in Tasmanien, die überwiegend der Kategorie Ia, zum Teil aber auch den Kategorien IV und V zugeordnet sind.

## Sea Elephant Reef und Flying Squirrel Rock
Etwa eine Meile nordnordöstlich von Councillor Island liegt Sea Elephant Reef. Nur bei ausgeprägtem Niedrigwasser ragt das Riff um bis zu 60 Zentimeter über die Wasseroberfläche hinaus. In einem Umkreis von rund 900 Metern befinden sich für die Schifffahrt gefährliche unterseeische Felsen.
Etwa 800 Meter westlich von Councillor Island liegt ein Felsen, der heute als Flying Squirrel Rock bezeichnet wird. Benannt ist er nach der mit 79 Tonnen vermessenen Brigantine Flying Squirrel, die hier im August 1875 (nach einer anderen Quelle am 21. Oktober 1875) auf Grund lief und sank, ohne dass Menschenleben zu Schaden kamen.

## Bedeutung von Councillor Island für die Schifffahrt
Östlich von Councillor Island verläuft eine wichtige Schifffahrtsroute in Nord-Süd-Richtung. Sie führt im Norden insbesondere nach Melbourne im Bundesstaat Victoria, in südöstlicher Richtung nach Burnie im Norden Tasmaniens und weiter nach Devonport sowie George Town beziehungsweise Launceston. Viele Schiffe laufen Grassy oder gelegentlich Naracoopa auf King Island an, um Güter und Menschen auf diese Insel zu bringen oder Rohstoffe und landwirtschaftliche Produkte von dort in andere australische Regionen zu transportieren.
Für Kapitäne ist Councillor Island eine wichtige Landmarke, um die Position und den Abstand zu King Island zu bestimmen. Auf Councillor Island steht eine weiße Hütte mit einem – automatisch mittels Batterien betriebenen – Blinklicht (errichtet nach 1952 und vor 1973), das die Navigation auch in der Dunkelheit oder bei Nebel erleichtert. Die Leuchte befindet sich 28 Meter über dem Meeresspiegel und ist bis zu acht Seemeilen weit zu sehen. Die nächstgelegenen Hilfsmittel dieser Art sind der Leuchtturm von Cape Wickham an der Nordspitze von King Island sowie weiter südlich Cumberland und Grassy Island.
Bereits um 1884 hatte es Überlegungen gegeben, den Schiffsverkehr an der Ostküste von King Island besser abzusichern. Die Planungen sahen allerdings einen Turm im Bereich des Sea Elephant River auf King Island vor und dies nur in Verbindung mit der Errichtung einer Schiffsanlegestelle; das Vorhaben scheiterte daran, dass die hierfür ermittelten 7000 bis 8000 Pfund Sterling nicht zur Verfügung standen.

## Ältere Pläne zur wirtschaftlichen Nutzung der Insel
Zu Zeiten, als noch kein Kunstdünger erfunden beziehungsweise dieser noch zu teuer war, gab es auch auf Councillor Island Versuche, Guano abzubauen. Er hatte sich über Jahrtausende rund um die Brut- und Aufzuchtgebiete der Kormorane, Sturmtaucher und Seemöwen gebildet.
In den 1990er-Jahren gab es aufwendige wissenschaftliche Untersuchungen, unter anderem in den Gewässern um Councillor Island Schwarzlippen-Seeohren (Abalone, Haliotis rubra) in Aquakulturen zu züchten. Das Muskelfleisch dieser Meeresschnecken gilt mancherorts als Delikatesse, die Schalen dienen zur Herstellung von Perlmutt. Das Programm hatte das Ziel, die Möglichkeiten einer kommerziellen Nutzung zu erforschen, und wurde später an anderer Stelle verwirklicht.